# Paschen (Musik)
Unter Paschen (zu Patschen, ‚Schlagen, Klatschen‘) versteht man gemeinsames rhythmisches Klatschen der Burschen und Männer im österreichisch-bayrischen Raum.

## Geschichte
Am weitesten verbreitet ist dieses Paschen im Salzkammergut, wobei zwischen dem steirischen, oberösterreichischen und salzburgischen Teil des Salzkammergutes gravierende Unterschiede in Rhythmik und Aufbau sowie Leitmusik bestehen. Die Entstehung um die Mitte des 19. Jahrhunderts dieses hochstilisierten Klatschens als eigenständige Kunstform dürfte in Zusammenhang mit dem Brauchleben der ländlichen Burschengemeinschaften zu sehen sein, bis heute wird traditionell nur von Männern gepascht. Eine erste Transkription stammt vom Volksliedforscher Josef Pommer (Fuschl, 1891).
Gepascht wird traditionell als Mittelteil zu einem gesungenen – oft spöttischen – Gstanzl, im Rahmen eines Volkstanzes (Landler, Steirer und andere), oder allgemein im Singen von geeigneten Volksliedern, oft auch wechselweise mit Jodeln (textloser Brust-/Falsetgesang) und begleitet von Juchitzern (melodiöse Schreie). Ein typischer Aufbau wäre beispielsweise Singen – einmal Paschen – Singen – zweimal Paschen  – Singen  – Jodeln  – dreimal Paschen.
Dabei gibt es einen Vorpascher, der die Kommandos gibt und die anderen Pascher in der Rhythmik dadurch anleitet.
Die rhythmische Struktur des Paschens kann teilweise sehr kompliziert werden und erfordert neben Begabung auch jahrelange Übung und gutes Zusammenspiel. Dabei können die Pascher bis zu sechs (oder noch mehr) unterschiedliche Funktionen im Rahmen des Rhythmus haben, sodass ein gutes Paschen immer mehrere Leute braucht: Der Vorpascher klatscht den Grundrhythmus, der Zuahipascher klatscht die Synkopen dazwischen, Dritter und eventuell noch Sechsterer klatschen im Dreiertakt – meist synkopierend – dreimal respektive insgesamt alle sechs Achteln, oder Achterer im Zweiertakt acht Sechzehntel. Diese und andere Funktionen können dann auch mehrfach besetzt sein.
Häufig wird eine Kombination aus Flachhandklatschen und Hohlhandklatschen gezielt eingesetzt, um den Klang zu verändern. Diese werden ebenfalls auf Zuruf des Paschers (etwa: „hohl!“) gewechselt.
Eine in der rhythmischen und klanglichen Komplexität der Ausführung dem Paschen verwandte Tradition ist das in Spanien als palmas bezeichnete Klatschen zu den Gesängen und Tänzen der Flamencomusik.

### Hörbeispiele
- Musik-Demo-Clip (Landler mit Pasch) der Ausseer Geigenmusi. myspace.com
- Video: Ausseer Steirischer – Paschen & Gstanzl singen. dancilla.com
- Videos: Innviertler Landler – mit achtzeiligen Gstanzln; dancilla.com
- Paschen im Salzkammergut. mein-oesterreich.info